# Alice Childress
Pour les articles homonymes, voir Childress.
Alice Childress (née Alice Herndon le 12 octobre 1916 et morte le 14 août 1994) est une romancière, dramaturge et une actrice de théâtre américaine, reconnue comme « la seule femme afro-américaine à avoir écrit, produit et publié des pièces de théâtre pendant quatre décennies ». Elle est l'une des figures du Black Arts Movement.
Childress décrit son travail comme tentant de dépeindre les démunis dans une société possédante, disant : « Mon écriture tente d'interpréter l'ordinaire parce qu'il n'est pas ordinaire. Chaque être humain est unique. Comme les flocons de neige, le modèle humain n'est jamais créé deux fois. Nous sommes singulièrement et merveilleusement complexes dans nos pensées et nos actions, nos problèmes sont les plus complexes et, trop souvent, silencieux. ». Childress s'implique dans des causes sociales et crée un syndicat d'acteurs de l'Off-Broadway, en liaison avec d'autres syndicats de salariés comme le Harlem Stage Hands Local Union et l'Actors' Equity Association (en).

## Biographie

### Jeunesse et formation
Alice Childress naît le 12 octobre 1916 à Charleston en Caroline du Sud. À l'âge de neuf ans, après la séparation de ses parents Alonzo et Florence White Herndon, elle quitte Charleston pour être élevée par sa grand-mère Eliza Campbell White qui habite Harlem sur la 118th Street, entre Lenox Avenue et Fifth Avenue,. Bien que sa grand-mère, fille d'un esclave n'ait reçu aucune éducation formelle, elle encourage Alice à développer ses talents pour la lecture et l'écriture,. Childress suit ses études primaires à la Public School 81 Robert J. Christen de New York, puis entame ses études secondaires successivement à la Julia Ward Howe Junior High School puis à la Wadleigh High School. À la mort de sa grand-mère, elle doit abandonner ses études secondaires mais après avoir écouté des pièces de Shakespeare elle décide de s'impliquer dans le théâtre. Ses influences littéraires en plus de Shakespeare sont les poètes Walt Whitman et Paul Laurence Dunbar.

### Carrière

#### Comédienne
Childress fait des petits boulots pour vivre : employée de maison, retoucheuse de photos, machiniste adjointe, vendeuse et agent d'assurance. En 1940, elle rejoint la troupe théâtrale l'American Negro Theater (en)(ANT) fondée par le dramaturge Abram Hill (en) et l'acteur Frederick O’Neal, elle en sera membre pendant onze ans aux côtés d'acteurs comme Ruby Dee, Sidney Poitier, Harry Belafonte, Hilda Haynes, Earle Hyman, Clarice Taylor… Elle joue dans On Strivers Row d'Abram Hill et John Silvera (1940), Natural Man de Theodore Brown (1941) et Anna Lucasta de Philip Yordan (1944),. Elle est acclamée en tant qu'actrice dans de nombreuses autres productions. Puis Childress emménage à Broadway, lorsqu' Anna Lucasta, pièce vedette de l'ANT y est produite avec un immense succès. C'est la pièce entièrement noire qui a été jouée le plus longtemps de l'histoire de Broadway. Le casting réunit Hilda Simms, Canada Lee, Georgia Burke, Earle Hyman, Frederick O'Neal et Childress,.

#### Écriture dramatique
En 1949, elle commence sa carrière d'écrivain avec la pièce en un acte Florence, qu'elle dirige et joue. Cette pièce reflète de nombreux thèmes caractéristiques de ses écrits ultérieurs, comme l'autonomisation des femmes afro-américaines, la politique interraciale et la vie de la classe ouvrière,. Dans Florence, une femme afro-américaine, du Sud, issue de la classe ouvrière, Mama Whitney, décide de voyager en train de la Caroline du Sud à New York pour ramener sa fille, Florence, actrice en difficulté. Or, une femme blanche attendant le même train, propose d'aider Florence en la recommandant pour un emploi de domestique. Mama Whitney décide alors d'envoyer de l'argent à sa fille au lieu de la ramener à la maison,. Cette pièce décrit une forme de racisme au quotidien. Quand Childress écrit Florence, elle souhaite « régler une dispute avec ses collègues acteurs (Sidney Poitier, entre autres) qui soutiennent que dans une pièce mêlant les Noirs et les Blancs, seul un sujet de vie et de mort, comme le lynchage est intéressant sur scène ».
Sa pièce de 1950, Just a Little Simple, est adaptée du roman de Langston Hughes Simple Speaks His Mind et elle est produite à Harlem au Club Baron Theatre. Avec sa pièce suivante, Gold Through the Trees (1952), elle est remarquée comme la première Afro-Américaine dont la pièce est produite sur la scène new-yorkaise. Le succès de ces pièces lui permet de gérer les premiers contrats de l'Off-Broadway.
La première pièce dramatique complète de Childress, Trouble in Mind est produite au Stella Holt Greenwich Mews Theatre en 1955 pour 91 représentations. Trouble in Mind traite du racisme dans le monde du théâtre. Dans cette pièce dans la pièce, Childress dépeint les frustrations des acteurs et actrices noirs dans le théâtre blanc traditionnel,.
Elle termine son œuvre dramatique suivante, Wedding Band : A Love / Hate Story in Black and White, en 1962. Son cadre est la Caroline du Sud pendant la Première Guerre mondiale et traite d'une histoire d'amour interraciale interdite. En raison de la nature scandaleuse du spectacle et du réalisme austère qu'il présente, il est impossible pour Childress de trouver un théâtre à New York pour le mettre en scène. Le spectacle est créé en 1966 à l'université du Michigan à Ann Arbor, et il est aussi produit à Chicago. Ce n'est qu'en 1972 qu'il est joué au New York Shakespeare Festival, avec Ruby Dee. Il est ensuite filmé et diffusé à la télévision, mais de nombreuses chaînes refusent de le diffuser.
En 1965, Childress apparaît dans la présentation de la BBC The Negro in the American Theatre. De 1966 à 1968, elle est boursière au Radcliffe College,. En collaboration avec son mari compositeur, Nathan Woodard, elle écrit des pièces musicales, dont Young Martin Luther King (initialement intitulé The Freedom Drum ) en 1968 et Sea Island Song en 1977.
Childress est membre de la sororité Sigma Gamma Rho. Elle est également membre de PEN, Dramatists Guild (membre du conseil), American Federation of Television and Radio Artists, Writers Guild of America East (membre du conseil), Harlem Writers Guild.

#### Livres pour jeunes adultes
Alice Childress est également connue pour ses romans pour jeunes adultes, parmi lesquels Those Other People (1989) et A Hero Ain't Nothin 'but a Sandwich (1973). Elle adapte ce dernier comme scénario pour le long métrage de 1978 également intitulé A Hero Ain't Nothin 'but a Sandwich, avec Cicely Tyson et Paul Winfield. Son roman A Short Walk 1979 est nommé pour le prix Pulitzer.

### Vie personnelle
Elle utilise les noms de Louise Henderson et Alice Herndon avant son mariage en 1934 avec l'acteur Alvin Childress. Le couple a une fille ensemble, Jean R. Childress (née le 1er novembre 1935), et divorce en 1957,. Elle épouse en secondes noces le musicien Nathan Woodard,.
Elle meurt le 14 août 1994 à New York et est inhumée au cimetière national de Calverton.

## Prix, distinctions et hommages
- 1956 : Magazine Off-Broadway (Trouble In Mind)
- 1974 : lauréate du Coretta Scott King Award (en) décerné par l'American Library Association, pour son roman A Hero Ain't Nothin' but a Sandwich[28],[29]
- 1974 : lauréate du Jane Addams Children's Book Award (en) décerné par la Jane Addams Peace Association pour son roman A Hero Ain't Nothin' but a Sandwich[30]
- 1975 : lauréate du Lewis Carroll Shelf Award (en), décerné par l'université du Wisconsin à Madison, pour son roman A Hero Ain't Nothin' but a Sandwich[9],[31]
- 1980 : lauréate du Paul Robeson Award (en) pour contributions exceptionnelles aux arts de la scène[32]
- 1982 : lauréate du Coretta Scott King Award (en) décerné par l'American Library Association, pour son roman Rainbow Jordan[33],[34]
- 1986 : lauréate de l'Audelco Pioneer Award, décerné par AUDELCO (en) pour sa contribution artistique à la valorisation de la communauté afro-américaine[25]
- 1990 : membre de la South Carolina Academy of Authors[35]
- 2017 : plaque commémorative sur la Roosevelt Island à New York[36].

### Attributions de prix à vérifier
- Plusieurs biographies mentionnent Childress comme ayant remporté une nomination aux Tony Awards pour sa performance dans Anna Lucasta, cela s'avère inexact[19],[37].
- Plusieurs biographies ainsi qu'une notice nécrologique de 1994 indiquent que Trouble in Mind a remporté un Obie Award pour Off-Broadway en 1955-1956[19],[12], mais son nom ne figure pas sur le site des Obie Awards, tout comme Trouble in Mind[38],[39].

## Œuvres

### Pièces de théâtre (sélection)
- (en) Florence, Alexander Street Press, 1946, rééd. 2008 (OCLC 593429413),
- (en) Just a Little Simple, 1950,
- (en) Gold Through the Trees, 1952,
- (en) Trouble in mind, Alexander Street Press, 1955, rééd. 2008 (OCLC 593450856),
- (en) Wedding Band : A Love/Hate Story in Black and White, Cambridge, 1er janvier 1973, 73 p. (ISBN 978-0-573-61769-0)[31],
- (en) The Freedom Dream, renommé plus tard Young Martin Luther King, Jr. (1968)
- (en) Wine in the Wilderness : A Comedy-drama, Dramatists Play Service, 1969, rééd. 1998, 43 p. (ISBN 978-0-8222-1261-4),
- (en) Mojo & String : Two Plays, Dramatist's Play Service, 1969, rééd. 1998, 50 p. (ISBN 978-0-8222-0768-9, lire en ligne),
- (en) When the Rattlesnake Sounds, Coward, McCann et Geoghegan, 1975, 15 p. (OCLC 921935466),
- (en) "Moms" : a praise play for a Black comedienne, Alexander Street Press, 1975, rééd. 2008 (OCLC 593429416),
- (en) Let's Hear it for the Queen, Coward McCann, 1er décembre 1976, 47 p. (ISBN 978-0-698-20388-4),
- (en) Gullah, Alexander Street Press, 1977, rééd. 2008 (OCLC 593440207),

### Romans
- (en) Like One of the Family : Conversations from a Domestic's Life, Beacon Press, 1956, rééd. 2009, 264 p. (ISBN 978-0-8070-0903-1),
- (en) A Hero Ain't Nothin' But a Sandwich, Puffin Books, 1973, rééd. 2000, 128 p. (ISBN 978-0-698-11854-6),
- (en) A Short Walk, Feminist Press at the City University of New York, 1979, rééd. 2006, 358 p. (ISBN 978-1-55861-532-8)[40],
- (en) Rainbow Jordan, HarperTeen, 1981, rééd. 1982, 128 p. (ISBN 978-0-380-58974-6),
- (en) Those Other People, Putnam Juvenile, 3 janvier 1989, 186 p. (ISBN 978-0-399-21510-0).

#### Essais
- (en) Mari Evans, Black women writers (1950-1980) : a critical evaluation, New York, Anchor Press/Doubleday, 1984, 543 p. (OCLC 559447867, lire en ligne),
- (en) La Vinia Delois Jennings, Alice Childress, New York, Twayne Publishers, 1995, 157 p. (ISBN 978-0-8057-3963-3, lire en ligne),
- (en) Biography today. Author series, Vol. 1 : profiles of people of interest to young readers, Detroit (Michigan), Omnigraphics, Inc, 1996, 219 p. (ISBN 978-0-7808-0014-4, lire en ligne), p. 17-24,
- (en) Judith E Barlow, Plays by American women, 1930-1960, New York, Applause, 2001, 542 p. (ISBN 978-1-55783-446-1, lire en ligne),
- (en) Linda Pavlovski et Scott T Darga, Twentieth-Century literary criticism, Detroit, Michigan, Gale Group, 2002, 471 p. (ISBN 978-0-7876-5860-1, lire en ligne), p. 16-55,
- (en) Patricia A. Young, African American women playwrights confront violence : a critical study of nine dramatists, Jefferson, Caroline du Nord, McFarland, 2012, 193 p. (ISBN 978-0-7864-4455-7, lire en ligne),

#### Articles
- (en-US) Rosemary Curb, « An Unfashionable Tragedy of American Racism: Alice Childress's Wedding Band », MELUS, Vol. 7, No. 4,‎ 1980, p. 57-68 (12 pages) (lire en ligne),
- (en-US) Trudier Harris, « "I Wish I was a Poet": The Character as Artist in Alice Childress's Like One of the Family », Black American Literature Forum, Vol. 14, No. 1,‎ 1980, p. 24-30 (7 pages) (lire en ligne),
- (en-US) Elizabeth Brown-Guillory, « Images of Blacks in Plays by Black Women », Phylon (1960-), Vol. 47, No. 3,‎ 1986, p. 230-237 (8 pages) (lire en ligne),
- (en-US) Elizabeth Brown-Guillory, « Black Women Playwrights: Exorcising Myths », Phylon (1960-), Vol. 48, No. 3,‎ 1987, p. 229-239 (11 pages) (lire en ligne),
- (en-US) Olga Dugan, « Telling the Truth: Alice Childress as Theorist and Playwright », The Journal of Negro History, Vol. 81, No. 1/4,‎ 1996, p. 123-136 (14 pages) (lire en ligne),
- (en-US) Beth Turner, « Simplifyin': Langston Hughes and Alice Childress Re/member Jesse B. Semple », The Langston Hughes Review, Vol. 15, No. 1,,‎ 1997, p. 37-48 (12 pages) (lire en ligne),
- (en-US) Don Evans & Alice Childress, « Alice (Conversations with Alice Childress) », Obsidian III, Vol. 1, No. 1,‎ 1999, p. 197-204 (8 pages) (lire en ligne),
- (en-US) Elizabeth Brown-Guillory, « Race, Gender and Social Politics in Alice Childress's "Short Walk" », CLA Journal, Vol. 51, No. 2,‎ décembre 2007, p. 109-132 (24 pages) (lire en ligne),
- (en-US) Robert L. King, « Alternate Americas », The North American Review, Vol. 293, No. 2,,‎ avril 2008, p. 41-43 (3 pages) (lire en ligne),
- (en-US) Nicky Cashman, « Politics, Passion, Prejudice: Alice Childress's Wedding Band: A Love/Hate Story in Black and White », Journal of American Studies, Vol. 43, No. 3,‎ décembre 2009, p. 407-423 (17 pages) (lire en ligne),
- (en-US) Hilton Als, « Alice Childress, the Last Woman Standing », The New Yorker,‎ 3 octobre 2011 (lire en ligne),